# بلاذر غامض
بلاذر غامض (الاسم العلمي: Anacardium dubium) هي نوع من النباتات يتبع جنس البلاذر من فصيلة البلاذرية.